# Anitya
Anitya, "impermanenza", è un termine sanscrito (lingua pāli anicca; cinese 無常S, wúchángP; giapponese 無常?, mujō; tibetano mi rtag pa) che indica uno dei tre aspetti fondamentali dell'esistenza nella dottrina canonica del buddismo, che sono:

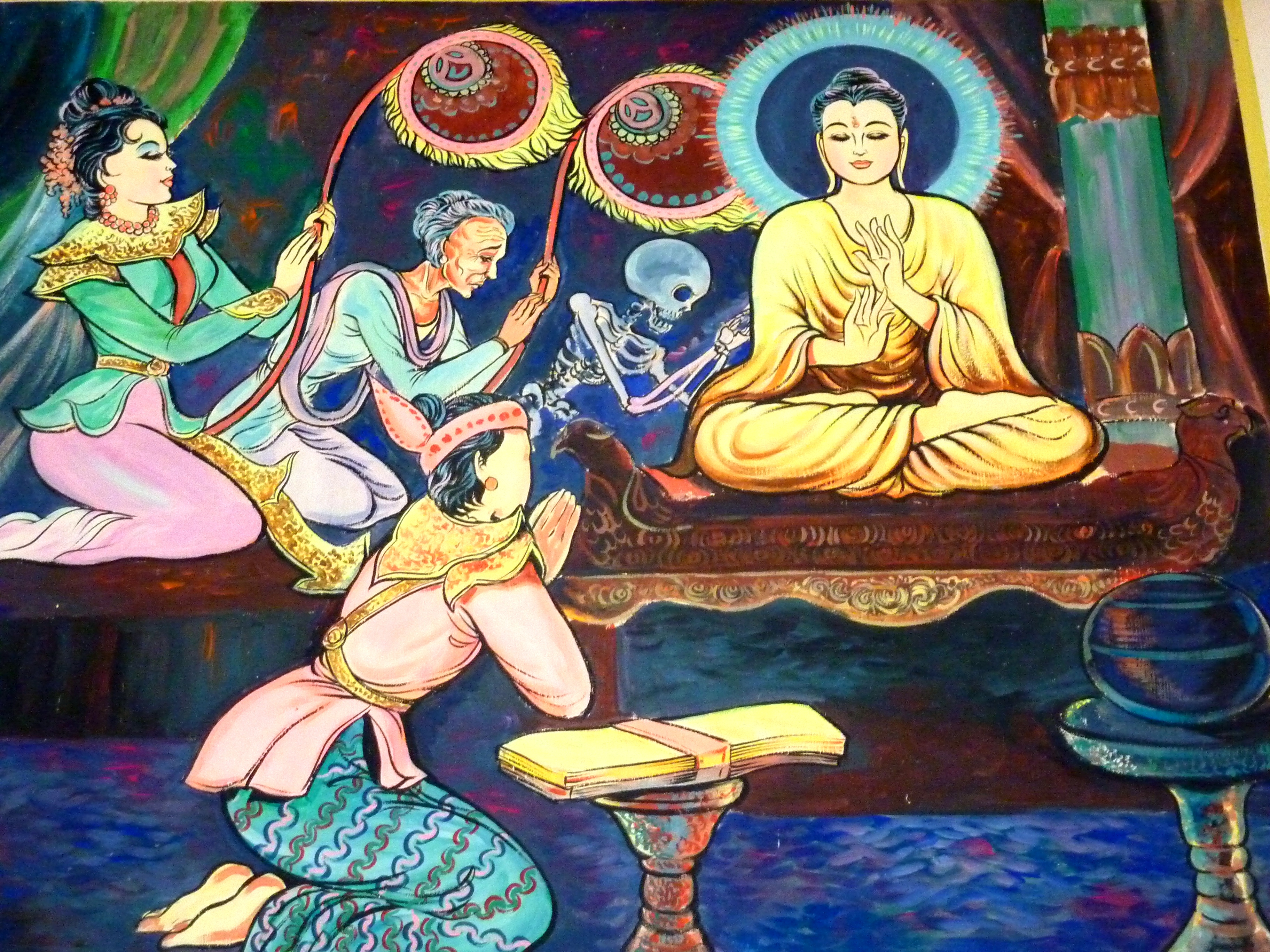
dipinto buddista che mostra l'impermanenza

1. l'impermanenza[1] o cambiamento o divenire (anitya);
2. la sofferenza o l'insoddisfacibilità connaturata alle cose mondane (duḥkha);
3. il non sé o l'insostanzialità della personalità o l'inesistenza di un nucleo permanente e separato (anātman).

Insieme queste tre caratteristiche fondamentali dell'esistenza, della vita di ogni "essere senziente", formano la base causale della dottrina delle Quattro Nobili Verità e quindi della ricerca spirituale buddista, consistente nella vita ascetica per i membri della comunità monastica, e nella coltivazione del Nobile Ottuplice Sentiero e dei precetti buddisti per tutti i praticanti buddisti: monaci, monache, laici e laiche, che costituiscono la tradizionale quadripartizione della società buddista.
Nelle parole di Bhikkhu Ñanamoli:
Qualsiasi cosa È, sarà ERA.

## Etimologia
La parola anitya è composta da a (non) e nitya (costante), e quindi significa letteralmente "non costante", "non permanente", "non eterno". Indica,  dunque, il carattere non permanente dei fenomeni, e l'aspetto transitorio delle cose materiali, ma dal punto di vista buddista anche la "non sostanzialità dell'io", che è un altro concetto fondamentale della dottrina.

## Citazioni canoniche
Nelle parole del Buddha Shakyamuni, secondo la tradizione del Canone Pāli:
«La percezione dell'impermanenza, o bhikkhu, sviluppata e assiduamente praticata, porta all'abbandono delle passioni sensuali, all'abbandono della passione per l'esistenza materiale, all'abbandono della passione per il divenire, all'abbandono dell'ignoranza, all'abbandono e all'annullamento di ogni presunzione circa l'"Io sono"».
«Come quando in autunno un agricoltore, arando con un grande aratro, recide tutte le radici che si diramano nel suolo mentre ara; nello stesso modo, o bhikkhu, la percezione dell'impermanenza, sviluppata e assiduamente praticata, porta all'abbandono delle passioni sensuali... all'abbandono e all'annullamento di ogni presunzione circa l'"Io sono"».
Saṃyutta Nikāya, 22.102
«Sarebbe meglio, o bhikkhu, che una persona ordinaria e non istruita consideri questo corpo, costituito dei quattro grandi elementi, come il proprio sé piuttosto che la mente. Perché questo? [Perché] questo corpo si può constatare durare per un anno, o per due anni, cinque anni, dieci anni, venti anni, cinquant'anni, cent'anni e ancora di più. Ma quello che si chiama mente, che si chiama pensiero, che si chiama coscienza, di continuo un momento sorge e un altro cessa, di giorno come di notte».
Saṃyutta Nikāya, 12.61

## Rapporti con la filosofia
Nell'ambito filosofico il concetto buddista  di impermanenza si confronta con la tradizione del pensiero occidentale trovando convergenze, ma più spesso differenze. 
La principale difficoltà risiede nella prevalenza della logica vero-funzionale che tende a escludere un mutamento dei fenomeni, e presenta una propensione del pensiero occidentale a indirizzarsi verso una disposizione in categorie, piuttosto che riconoscere il flusso di fenomeni non stabili. Inoltre c'è un pregiudizio, abbastanza frequente, che ritiene la logica esposta dal pensiero occidentale come l'unica corretta, escludendo visioni alternative, come il concetto di impermanenza, e le conseguenze che ne derivano. Secondo la dottrina buddista gli stessi fenomeni mentali sarebbero transitori, e quindi ciò varrebbe anche per le categorie logiche che sarebbero in ultima istanza soltanto un mero strumento dell'intelletto per organizzare la rappresentazione della realtà.